# Nathaniel Azarco Welbeck

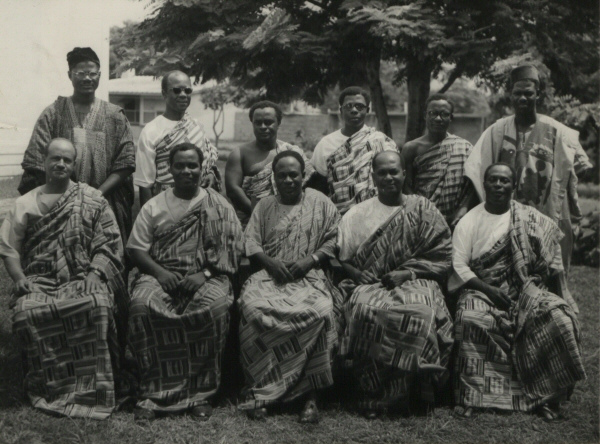
Am 6. März 1957 wurde Nathaniel Azarco Welbeck anlässlich der Unabhängigkeit auf einer Fotografie mit anderen Ministern aus der Regierung Nkrumah abgebildet. Oben von links nach rechts: Joseph Henry Allassani, Nathaniel Azarco Welbeck, Kofi Asante Ofori-Atta, Ebenezer Ako-Adjei, John Ernest Jantuah, Imoru Egala (Industrieminister); unten von links nach rechts: Archie Casely-Hayford, Kojo Botsio, Kwame Nkrumah, Komla Agbeli Gbedemah, Edward Ochere Asafu-Adjaye (Ghanas High Commissioner in London).

Nathaniel Azarco Welbeck (* 1914; † 1972) war ein ghanaischer Diplomat und Politiker.

## Werdegang
Nathaniel Azarco Welbeck arbeitete zunächst als Lehrer und war Sekretär der Gold-Coast-Lehrergewerkschaft. Er gründete das Zentralkomitee der Convention People’s Party in Ghana mit und war langjähriger Generalsekretär der Partei. 1954 wurde er Minister of Works and Housing (öffentliche Arbeiten und Wohnungsbau). Bei einer Kabinettsumbildung 1958 wurde er zum Minister of the state of defense (für den Verteidigungszustand), während Kwame Nkrumah Verteidigungsminister blieb. Im Mai 1959 ernannte Nkrumah Welbeck zum resident minister in Conakry, Guinea im Rahmen der Union afrikanischer Staaten.
Im November 1960 war Welbeck kurzzeitig Botschafter in Léopoldville. Während seiner Tätigkeit dort wurde er von Mobutu Sese Seko zur Persona non grata erklärt. Welbeck starb 1972 nach langer Krankheit.